# Tales of Vesperia
Tales of Vesperia (テイルズ オブ ヴェスペリア?, Teiruzu Obu Vesuperia) è un videogioco di ruolo alla giapponese prodotto dalla Namco.
Durante l'Electronic Entertainment Expo 2018, Namco ha annunciato Tales of Vesperia: Definitive Edition per Nintendo Switch, PlayStation 4, Xbox One e computer.

## Trama
Yuri Lowell vive insieme al suo fedele cane, Repede, nel Sestiere Popolare della Capitale. La vita nel Sestiere è dura e Yuri si macchia di vari crimini minori per impedire i soprusi dei Cavalieri corrotti sui più poveri. Un giorno, la Aqua Blastia del Sestiere si rompe, ma Yuri, in mezzo alla confusione generata dall'accaduto, si rende conto che la Blastia non si è rotta, ma è stata rubata da qualcuno. 
Decide quindi di dare la caccia al mago incaricato di riparare la Blastia, un tale chiamato Mordio che apparentemente vive nel Sestiere Nobile. Arrivato lì, il mago fugge e i Cavalieri arrestano il giovane con l'accusa di infrazione e tentato furto.
Yuri finisce così in prigione (per l'ennesima volta) dove fa la conoscenza di Raven, un losco figuro, anche lui dietro le sbarre, che decide di aiutarlo a fuggire di galera lasciandoli una chiave. Una volta evaso, Yuri si ritroverà coinvolto nelle vicende che ruotano intorno ad Estellise, in fuga dai Cavalieri che le vogliono impedire di lasciare il palazzo. Il ragazzo, scoprirà che Estellise vuole lasciare il palazzo per cercare Flynn, un amico di infanzia di Yuri, per avvisarlo che qualcuno vuole eliminarlo.
Yuri decide di accompagnare Estellise nel suo viaggio nel tentativo di avvisare Flynn del pericolo e nel mentre tentare di recuperare l'Aqua Blastia rubato.

## Personaggi
- Yuri Lowell (ユーリ・ローウェル?, Yuuri Rooueru)

Sesso: maschile

Età: 21 anni

Altezza: 180 cm
Ex Cavaliere, vive nel Sestiere Popolare con il suo fedele amico a quattro zampe Repede. Sempre in prima linea contro ogni singola forma di abuso, cosa che lo porterà ad azioni non sempre immacolate pur di preservare la pace e l'integrità di chi gli sta intorno. Amico di infanzia di Flynn, tra i due vi è un rapporto di amicizia e rivalità.
- Estellise Sidos Heurassein (エステリーゼ・シデス・ヒュラッセイン?, Esuteriize Shidesu Hyurassein)

Sesso: femminile

Età: 18 anni

Altezza: 165 cm
Nobile che vive nel castello della Capitale, nonché una delle eredi al trono. Possiede un particolare potere curativo. A causa del divieto di uscire, ha speso buona parte del suo tempo a leggere libri portandola ad acquisire un sapere generale che le darà il titolo di enciclopedia da parte del resto del gruppo. Essendo il suo nome particolarmente lungo, viene chiamata dal gruppo Estelle.
- Repede (ラピード?, Rapiido)

Sesso: maschile

Età: 4 anni e mezzo

Altezza: 170 cm (dal naso alla coda)
Un cane che Yuri ha preso con sé dopo gli avvenimenti di Tales of Vesperia: The First Strike (時空幻境：宵星傳奇 ～The First Strike～?, Teirizu obu Vesuperia: Za firusutu suturaiku). Repede è un tacito alleato e amico, ma a differenza di Yuri ha un carattere più solitario.
- Karol Capel (カロル・カペル?, Karoru Kaperu)

Sesso: maschile

Età: 12 anni

Altezza: 135 cm
Incontrato nel corso dell'avventura, Karol è un membro della Gilda delle Lame Sterminatrici, ma a causa del suo carattere che lo porta ad avere paura di qualsiasi cosa, viene perennemente lasciato indietro o licenziato dalle Gilde di cui ha fatto parte fino al suo incontro con Yuri. Nonostante quest'ultimo ogni tanto si diverte a spaventarlo e a prenderlo in giro, Karol lo ammira al punto da chiedergli di formare una Gilda.
- Rita Mordio (リタ・モルディオ?, Rita Morudio)

Sesso: femminile

Età: 15 anni

Altezza: 150 cm
Una maga prodigio che vive nella città di Aspio. Rita nonostante la giovane età è indipendente e con un carattere forte. Mostra una grande simpatia per Estellise cosa che la porta a seguire la giovane erede al trono in ogni dove. Decide di seguire il gruppo a causa delle accuse di Yuri, convinto che sia lei il Mordio che sta cercando. Rita è ossessionata dalla Blastia e da tutto ciò che possa riguardarla.
- Raven (レイヴン?, Reivun)

Sesso: maschile

Età: 35 anni

Altezza: 170 cm
Losco donnaiolo e spia. Raven fa la sua comparsa varie volte portando scompiglio nella vita del gruppo di Yuri prima di diventarne un membro effettivo. Controsenso vivente, viene spesso ripreso dal gruppo e in particolare da Rita.
- Judith (ジュディス?, Judisu)

Sesso: femminile

Età: 19 anni

Altezza: 175 cm
Membro della specie dei Krityan, facilmente distinguibili per le orecchie lunghe appunta e per i capelli solitamente blu. Judith si aggira per il continente con l'intento di distruggere le Blastia, secondo il suo commento perché ha voglia di farlo. Si unisce al gruppo di Yuri dopo certi avvenimenti.
- Flynn Scifo (フレン・シーフォ?, Furen Shiifo)

Sesso: maschile

Età: 21 anni

Altezza: 180 cm
Amico di infanzia di Yuri. Membro dei Cavalieri che ha deciso di continuare la sua strada per cercare di cambiare il sistema che protegge i ricchi e fa soffrire i più deboli. Conscio che la sua è una strada in salita, riceve spesso sia incoraggiamenti da parte di Yuri, ma anche varie ripicche; Flynn, dal canto suo, riprende spesso l'amico a causa delle sue condotte, sì volte al bene comune, ma criminose. A causa del temperamento e della indole benevole del giovane, viene preso di mira da chi invece desidera che le cose non cambino.
- Patty Fleur (パティ・フルール?, Pati Furuuru)

Sesso: femminile

Età: 14 anni

Altezza: 132 cm
Giovane che afferma di essere la nipote di Aifread, pirata che sembra abbia assaltato il convoglio che avrebbe dovuto proteggere causando una strage. Patty purtroppo non sa con certezza se Aifread è veramente suo nonno, ma anche per scoprire la verità su quest'ultimo è alla ricerca del suo tesoro la Maris Stella.

## Altri media

### Film anime
Il videogioco ha un prequel in versione animata cinematografica dalla durata di 110 minuti intitolato Tales of Vesperia: The First Strike (時空幻境：宵星傳奇 ～The First Strike～?, Teirizu obu Vesuperia: Za firusutu suturaiku). Il film racconta gli eventi che hanno portato Yuri ad abbandonare i Cavalieri.